# فرقة المشاة الجبلية اكوي 33
فرقة المشاة الجبلية اكوي 33 (بالإيطالية: 33ª Divisione Acqui)‏ فرقة مشاة من الجيش الإيطالي خلال الحرب العالمية الثانية. كانت إحدى الفرق الوحيدة بين فرق المشاة وفرق المشاة الجبلية هو أن مدفعية الأخيرة كانت محمولة على البغالٍ بدلاً من العربات القياسية التي تجرها الخيول. كانت فرق الحرب الجبلية الحقيقية في إيطاليا هي الفرق الست في جبال الألب التي تديرها القوات الجبلية «ألبيني». تم تشكيل فرقة اكوي في أغسطس 1939 من أجزاء من لواء المشاة الرابع عشر والحادي عشر، وتم تعبئتها للحرب في أكتوبر 1939. من الجدير بالذكر أنه تم ذبح افرادها بقسوة بعد الاستسلام للألمان في 21 سبتمبر 1943. تم حل الفرقة في جزر سيفالونيا وكورفو رسميًا في 24 سبتمبر 1943.

## التاريخ

### غزو فرنسا ومحاربة اليونانيين
تم نشر فرقة Acqui في عام 1940 كجزء من II Army Corps للدفاع عن خط Maddalena Pass - Argentera -Colle del Ferro على الحدود الفرنسية. بعد أن استسلمت فرنسا لألمانيا في مساء 22 يونيو 1940،  تلقت أوامر بالتقدم لعبور الحدود في 23 يونيو 1940.

### المذابح
بعد الاستسلام الإيطالي في سبتمبر 1943، تم إعدام الآلاف من جنود الفرقة في الجزر خلال عملية آش، في ما أصبح يعرف باسم «مذبحة سيفالونيا». واحدة من أكبر مذابح أسرى الحرب في الحرب،   وواحدة من أكبر الفظائع الألمانية التي ارتكبتها قوات الفيرماخت،  هذا الحدث شكل الخلفية التاريخية لرواية الكابتن كوريلي ماندولين، الذي أصبح فيما بعد فيلم هوليوود. 
تكررت الأحداث في سيفالونيا، بدرجة أقل، في أماكن أخرى. في كورفو، تضم الحامية الإيطالية المكونة من 8000 عنصر عناصر من ثلاثة أقسام، بما في ذلك فوج أكوي الثامن عشر. في 24 سبتمبر، انزل الألمان قوة في الجزيرة، وفي اليوم التالي تمكنوا من حث الإيطاليين على الاستسلام. تم إعدام جميع الضباط الإيطاليين البالغ عددهم 280 في الجزيرة خلال اليومين المقبلين بناء على أوامر الجنرال هوبير لانز، وفقًا لتوجيهات هتلر. تم تحميل الجثث على متن سفينة والتخلص منها في البحر. كما حدثت إعدامات مماثلة لضباط في أعقاب معركة كوس، عندما تم إطلاق النار على القائد الإيطالي و90 من ضباطه.

### ما بعد
- في 28 سبتمبر 1943، أصتدمت السفينة P.fo Ardena بلغم بحريً أو تم تفجيرها عن قصد بشحنة متفجرة. من بين 840 أسير حرب إيطالي كانوا على متنها، هلك 720.[11]
- في 10 أكتوبر 1943، تم قصف السفينة الإيطالية ماريو روسيلي في خليج كورفو وألحقت أضرارًا بالغة بطائرات الحلفاء. من بين أكثر من 5000 أسير حرب وطاقم ألماني، مات 1302.
- في 13 أكتوبر 1943، غرقت السفينة P.fo Marguerita [12] ، ويفترض أنه لغم بحري، بعد مغادرتها من أرغوستولي، سيفالونيا. قتل 544 رجلا.

## تنظيم المعركة

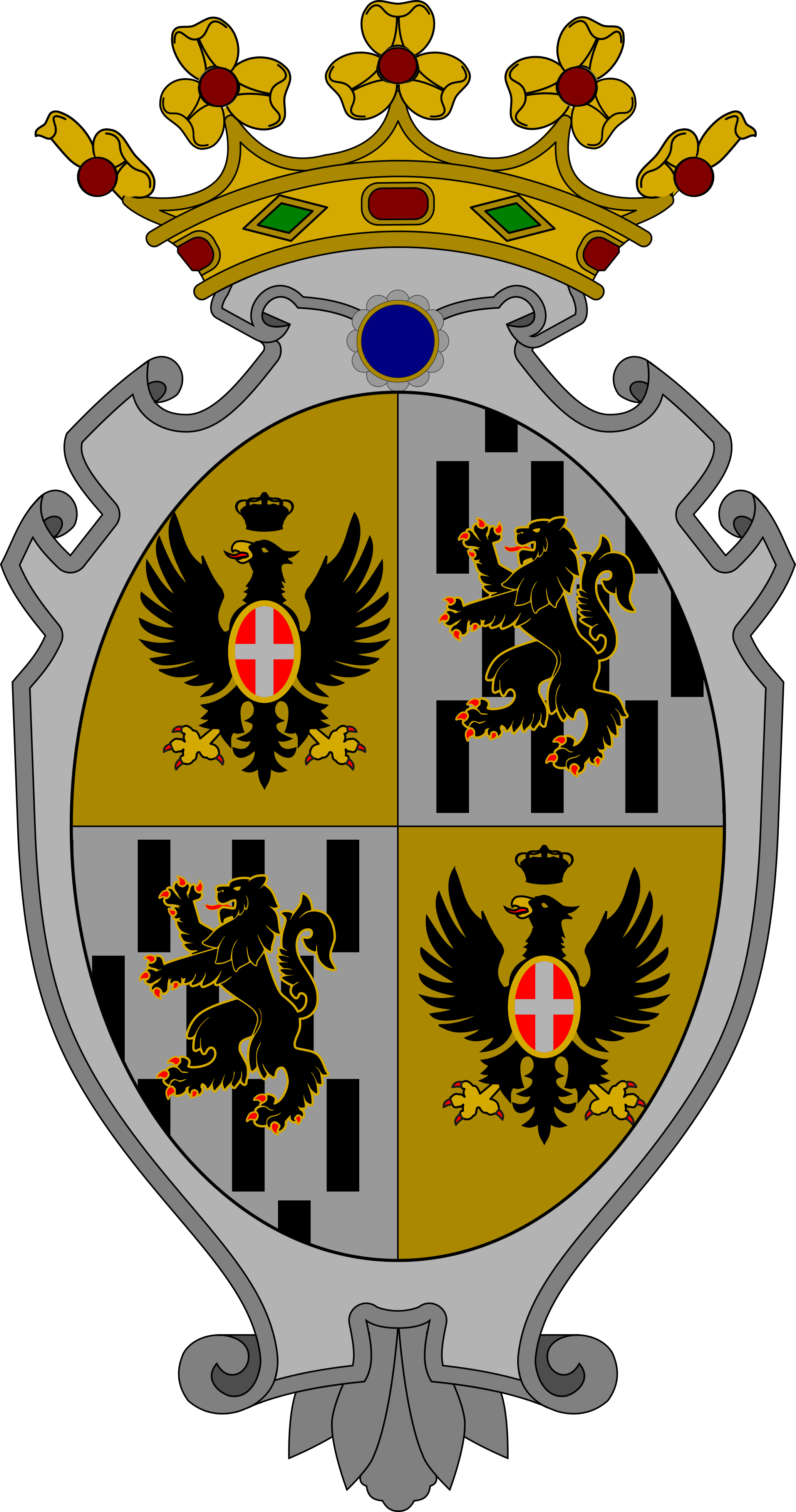
شعار نبالة فوج المشاة الثامن عشر "أكوي"، 1939